# As-Sabiqun
El grupo As-Sabiqun (en árabe: السابقون) es una organización islámica estadounidense, dirigida por su fundador, el imán Abdul Alim Musa, tiene su sede en Washington D. C., y sucursales en Oakland, Filadelfia, Los Ángeles, San Diego y Sacramento. As-Sabiqun ha sido calificado como un grupo de odio por parte de la Liga Antidifamación y el Centro legal para la pobreza sureña.
La organización As-Sabiqun, fue creada por un ciudadano musulmán afroamericano, el imán Abdul Alim Musa, a principios de la década de 1990, en la mezquita Masjid Al-Islam, en Oakland, California. El nombre de la organización As-Sabiqun, proviene del idioma árabe, y hace referencia al grupo de los primeros creyentes del Islam. 
La dirección del grupo ha pronunciado numerosos discursos en los Estados Unidos y en el extranjero, ofreciendo su análisis y contribuyendo con sus esfuerzos para resolver los problemas contemporáneos del mundo islámico moderno y de la América urbana. El objetivo principal del grupo es el establecimiento de un estado islámico moderno, un califato gobernado por la sharia, la ley islámica.